# 活泼泥蚤
活泼泥蚤（学名：Ilyocryptus agilis）为粗毛蚤科泥蚤属的动物。分布于亚洲、欧洲、台湾岛以及中国大陆的广东、福建、浙江、江苏、安徽、四川、山东、河北、青海等地，一般栖息于湖泊和池塘的底部，在淤泥较厚、水草不多的水域中生活。